# 柏傲灣

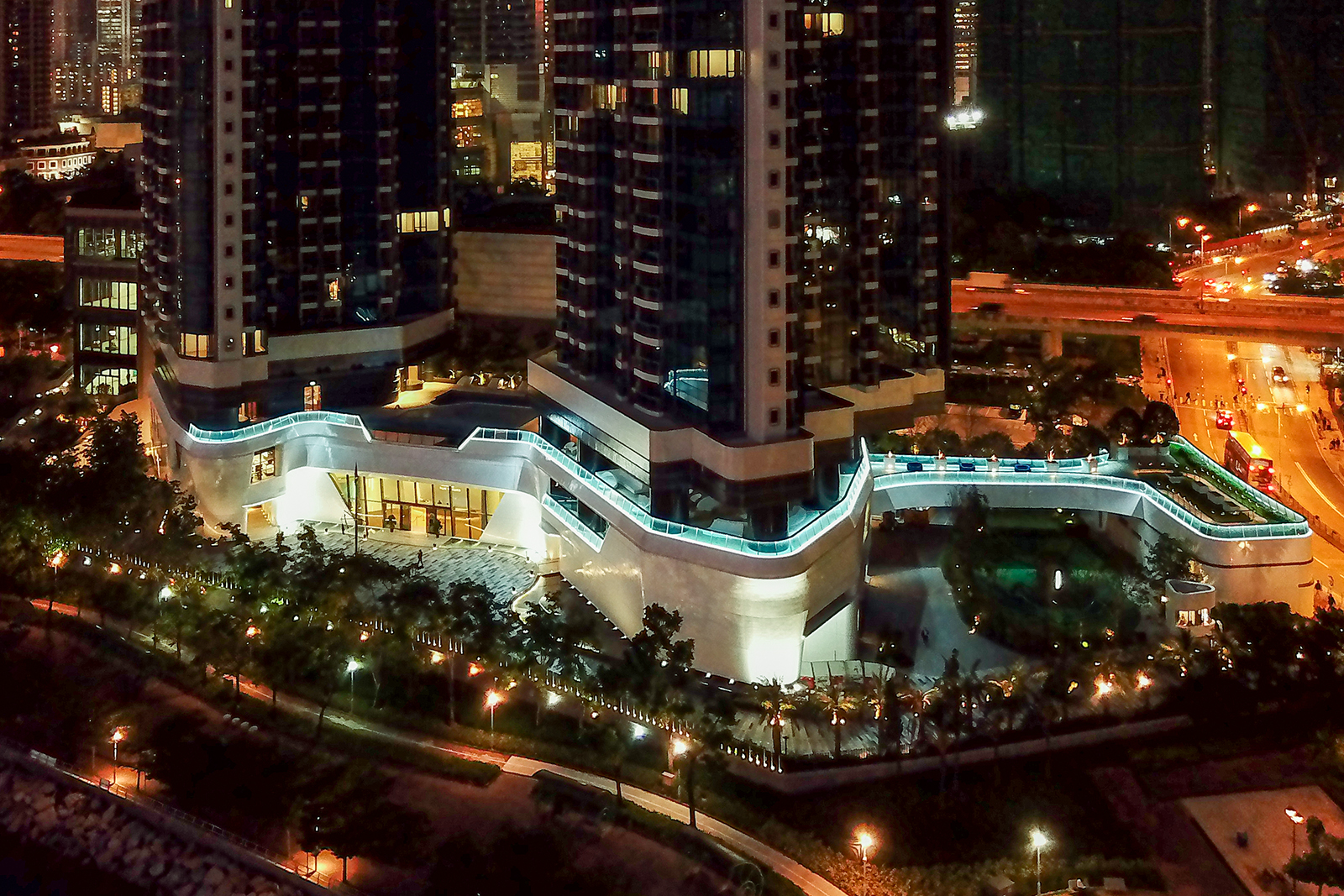
大廈基座以遊艇作為設計概念

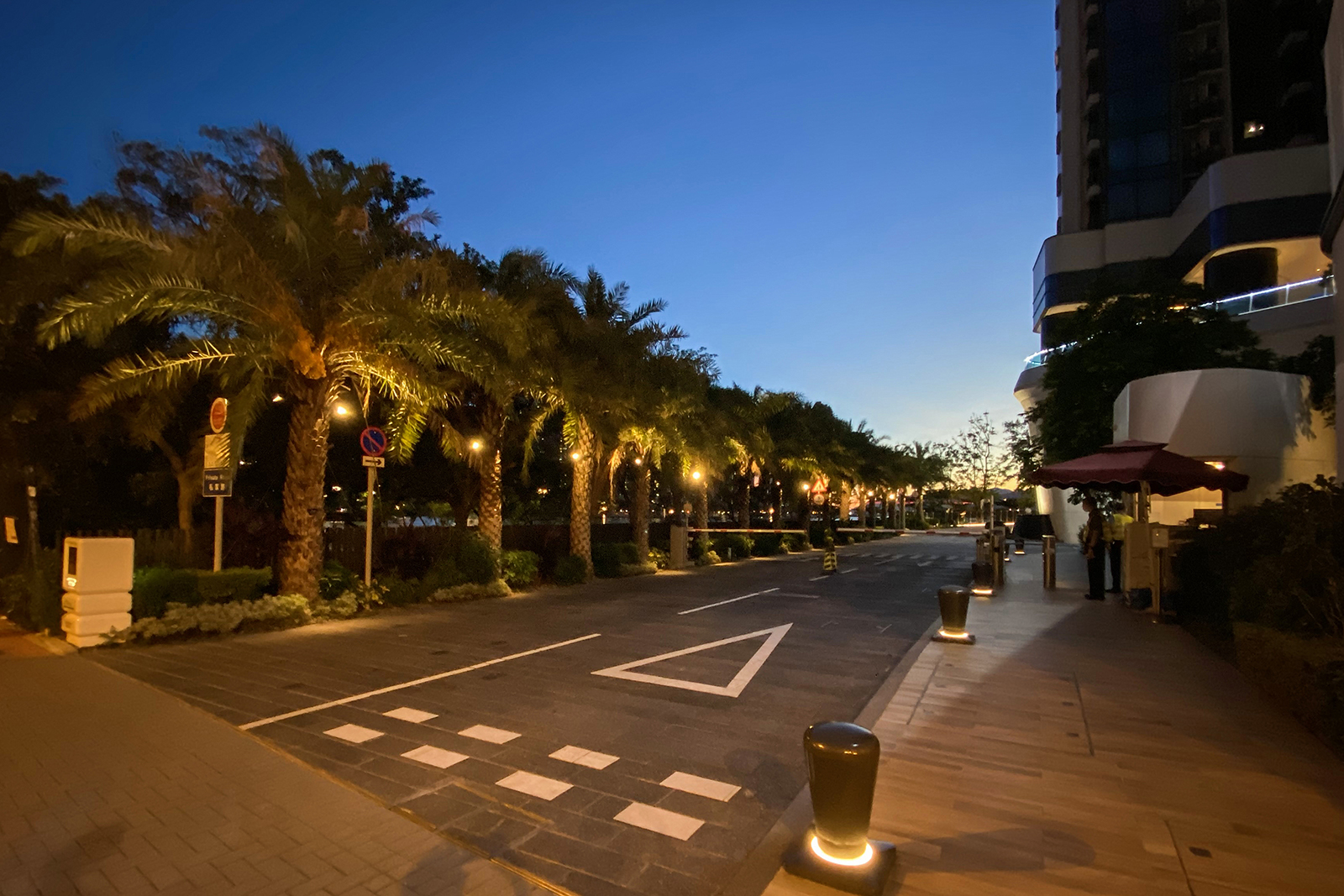
車道入口種滿了棕櫚樹

柏傲灣（英語：The Pavilia Bay）為香港港鐵荃灣西站六區發展項目（Tsuen Wan West TW6 Development），由港鐵公司、新世界發展及萬科置業合作發展，位於新界荃灣區永順街51號及53號。按港鐵公司已獲批的規劃，可建共2座樓高53及57層的物業，提供約983伙單位，包括開放式至4房戶，當中主打兩房戶。建築師為梁黃顧建築師（香港）事務所，承建商為協興建築。項目於2017年1月推出，於2018年8月落成。示範單位設於愉景新城。

## 歷史
荃灣西站六區於2000年獲批兩幢樓高46至47層物業。共可建752伙單位，但核准方案不設中小型單位。2012年1月修訂方案項目總樓面67.5萬平方呎，興建2座樓高46至48層的高層住宅物業，將增加124伙至總數894伙，當中約520伙屬實用面積少於538呎的中小型單位，佔全盤約58.2%，平均每伙面積亦較獲批方案縮減17.4%至759平方呎（實用面積上限為538平方呎）。另外，限制不可興建特色單位，單位室內電器設備須實而不華。
不過，兩幢住宅大廈均會興建在樓高7層的平台之上。上述修訂在2012年2月獲城規會在有附帶條件下通過，包括與荃灣西站7區增設接駁點。
項目於2012年12月6日起邀請發展商及財團提交意向書，於12月13日下午2時截止。2013年1月23日，港鐵公司公佈新世界發展與內地房地產公司萬科置業合作，以逾34億元奪得荃灣西站六區項目發展權，整個項目在2018年落成。

## 住宅
物業分為兩座發展，合共提供983伙。其中4房單位佔138伙，約14%，實用面積介乎1,028至1,366平方呎。單位以遊艇作為設計概念，如浴室採用木地板，讓住客仿如置身遊艇之中。大部分單位均能眺望藍巴勒海峽海景。
所有樓宇均採用迅達提供的升降機。

## 住客設施
住客會所Blue Pavilion位於地下至2樓，總面積約3.12萬平方呎，以遊艇作為設計概念。發展商邀請法國超級遊艇設計大師Philippe Briand設計住客會所，希望可以為住客帶來海洋式生活。設施包括25米長泳池、按摩池、桑拿浴室、健身室、多用途活動室、休閒雅座、兒童天地等。

## 公共設施
根據招標條款，發展商須負責設計及興建13萬平方呎公眾體育館，並提供多種運動設施，當中包括四個合供提供1,600個座位的羽球場館，以及籃球及排球場館、區內首設的兒童遊戲室和戶外運動攀登牆。運動場亦會設有多用途活動室、舞蹈室和健身室，市民屆時可在內練習柔道及瑜伽等活動，為區內居民提供一個大型的運動設施。體育館於2018年10月11日啟用。

## 銷售
柏傲灣首推197伙價單，定價$516.8萬至$3,541萬，示範單位於首日參觀人流眾多，高峯時估計有過千人等候，直至晚上8點才截龍，但有大批公眾未能進入示範單位參觀，首天收逾700票。

## 意外
2017年1月4日，1名途經地盤對出海濱長廊的62歲男途人被地盤墮下的一支竹枝擊中，當場頭破血流昏迷，送院搶救後不治。 到1月6日，47歲地盤判頭被捕，目前獲准保釋，下月上旬向警方報到。 警方正調查事件是否涉及人為疏忽，或地盤有否違反建築物條例。

## 建築圖片

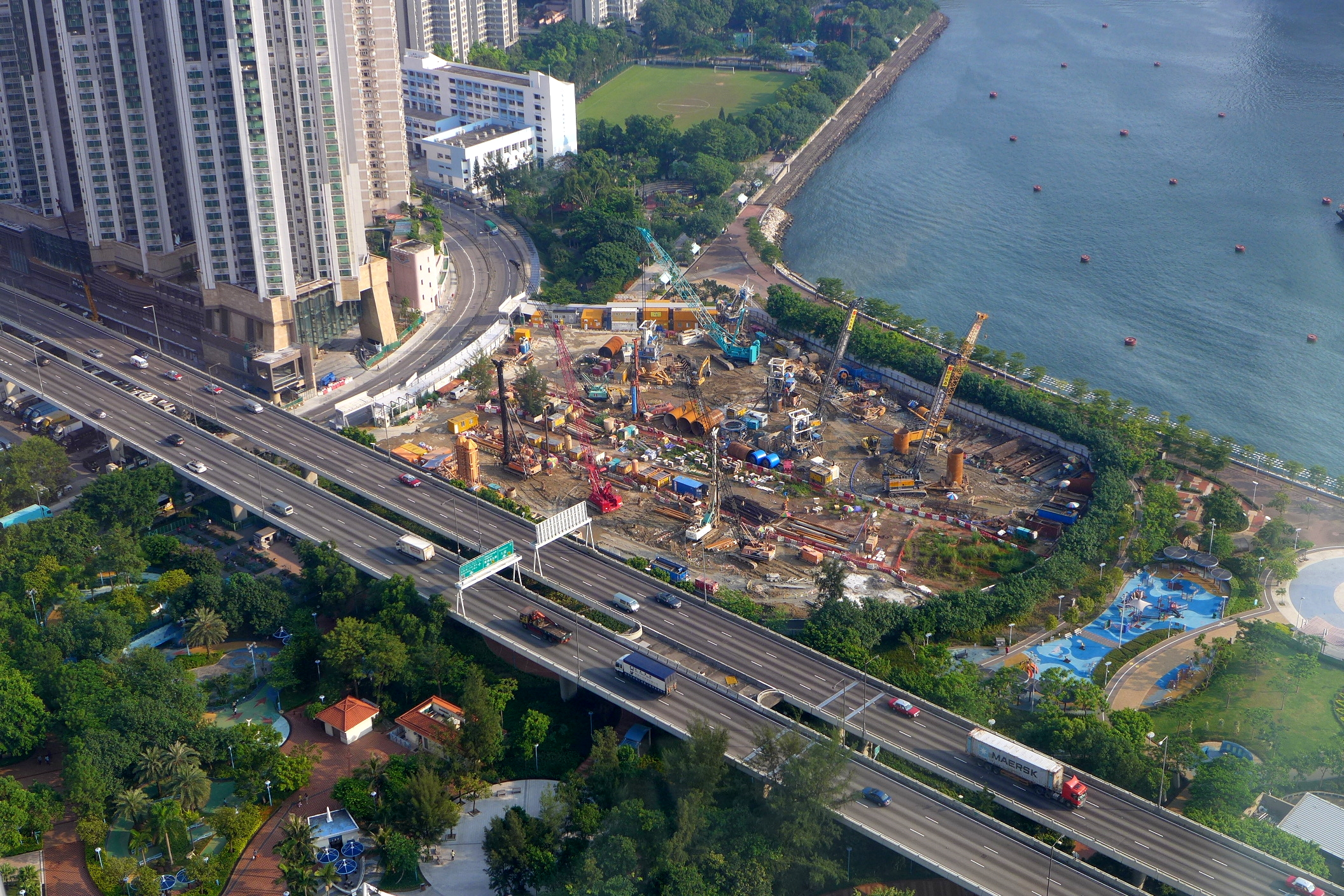
2014年8月
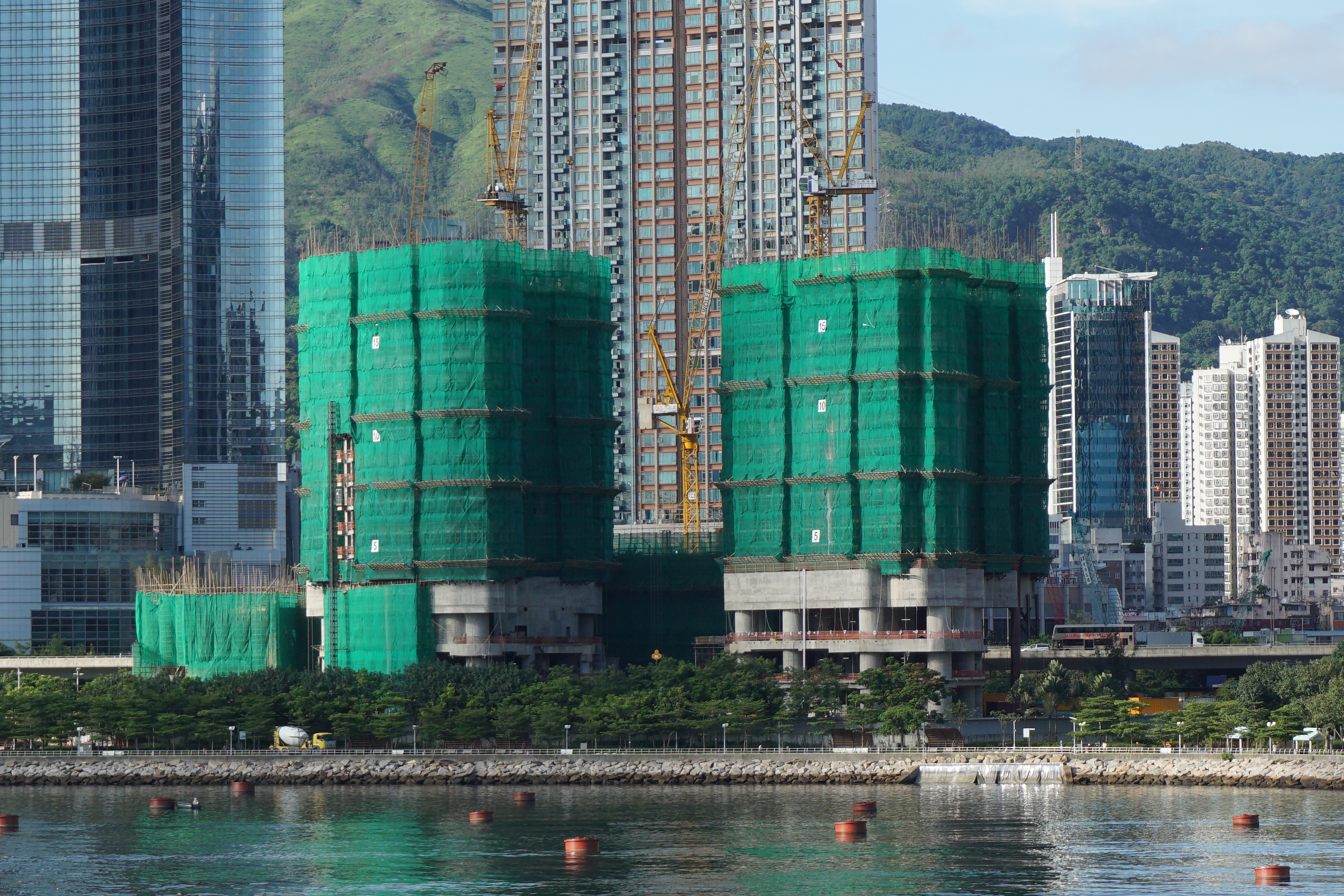
2016年6月
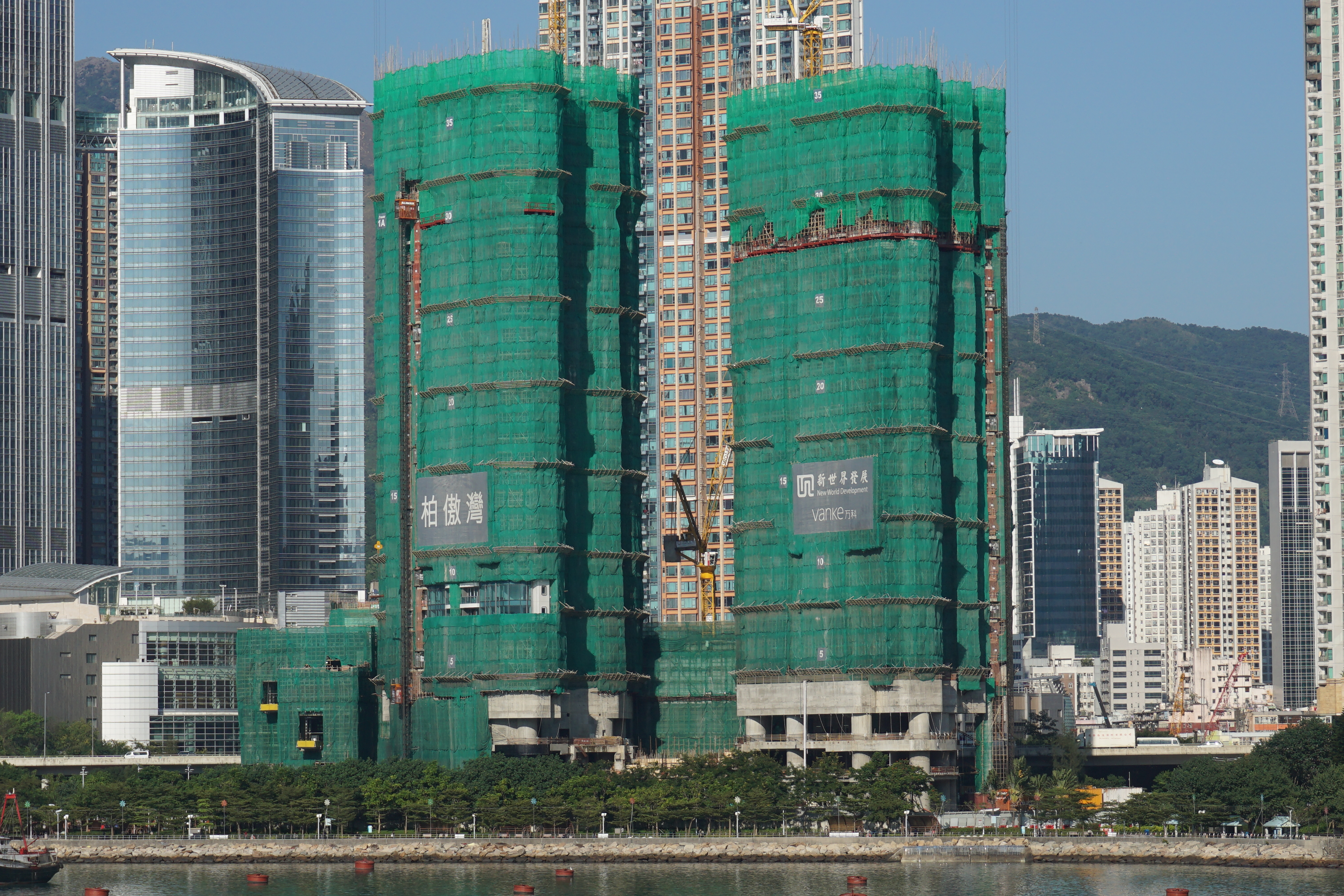
2016年11月
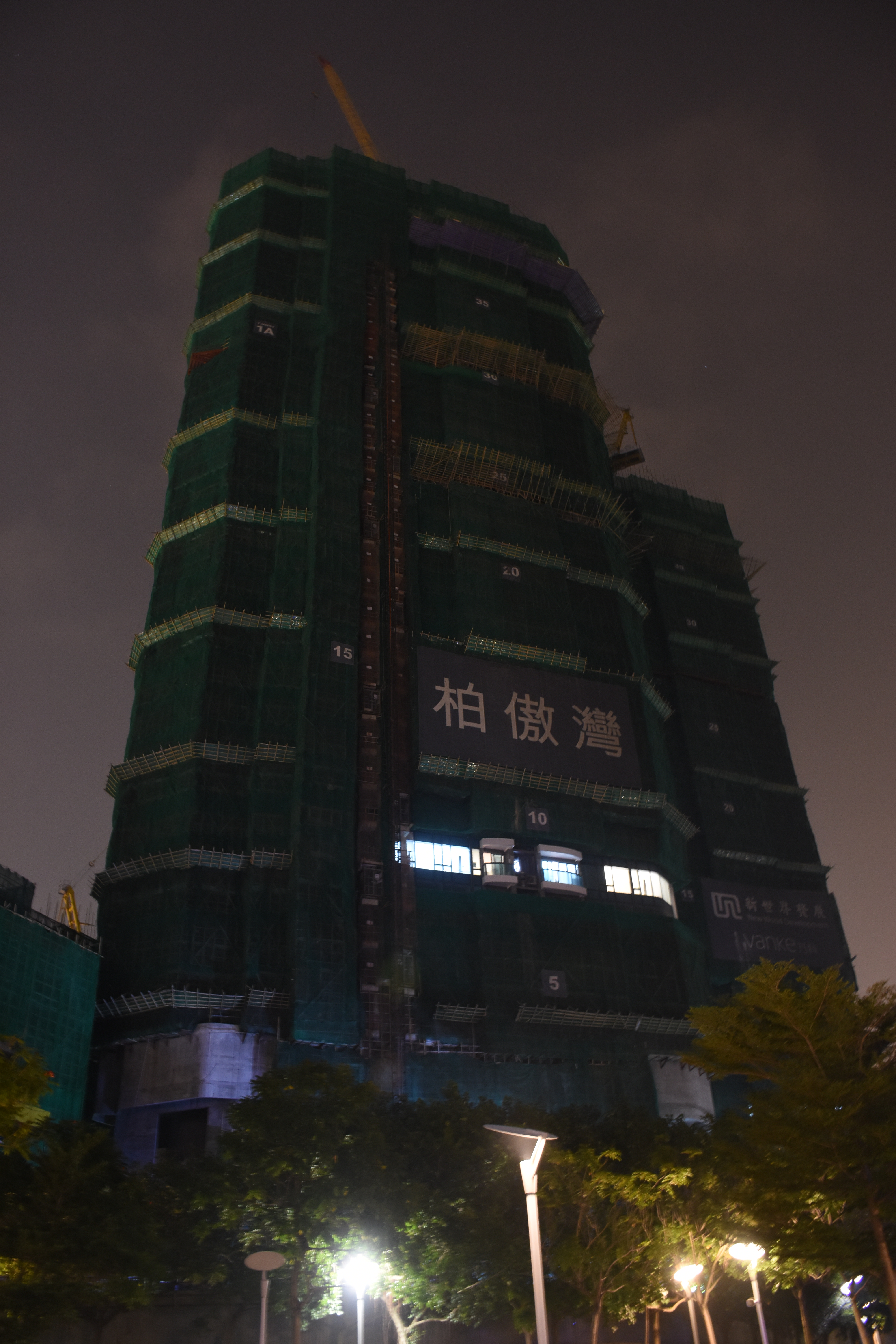
2017年1月
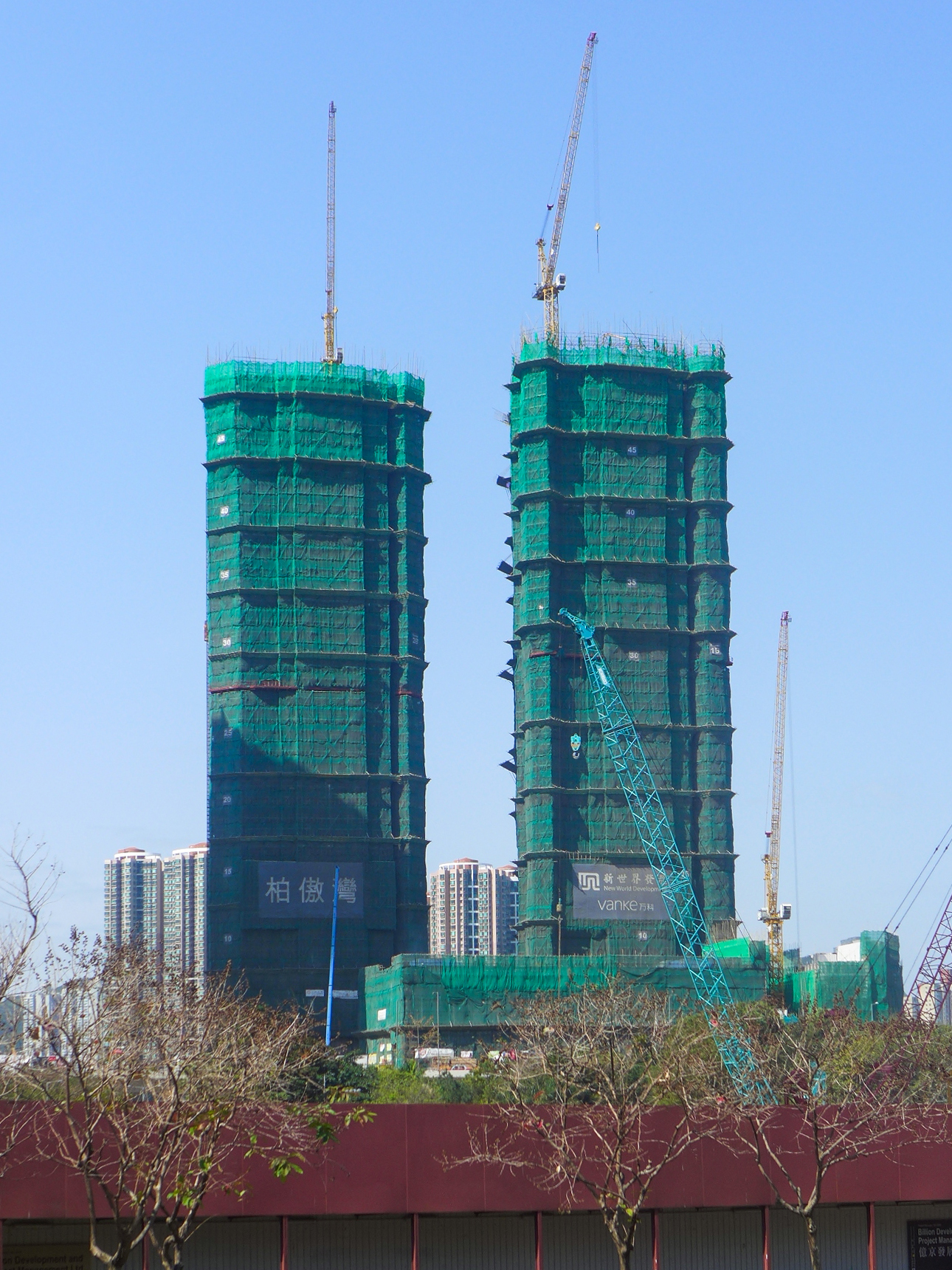
2017年3月
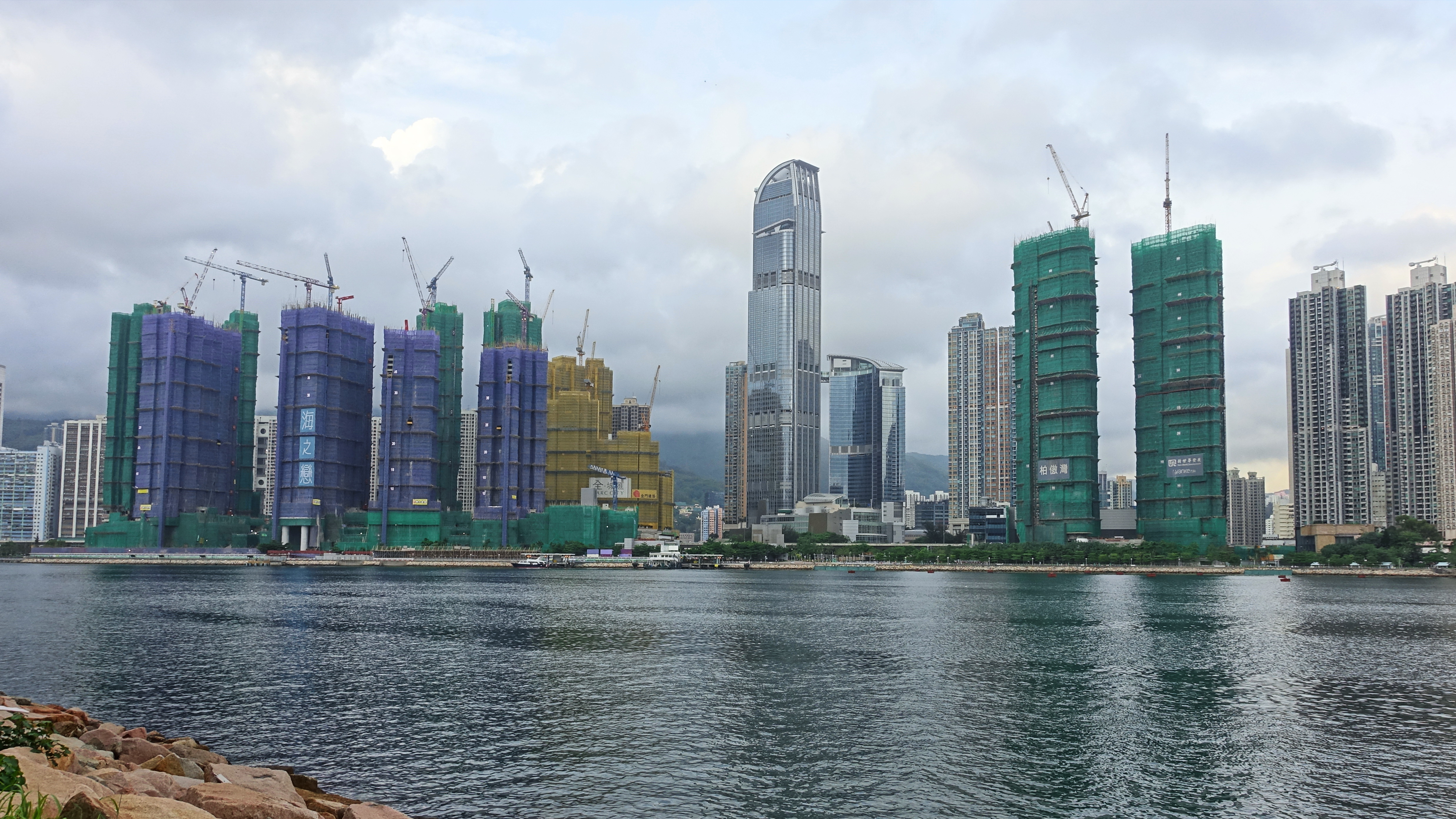
2017年6月，柏傲灣地盤（綠色紗網）和海之戀地盤（藍色紗網）
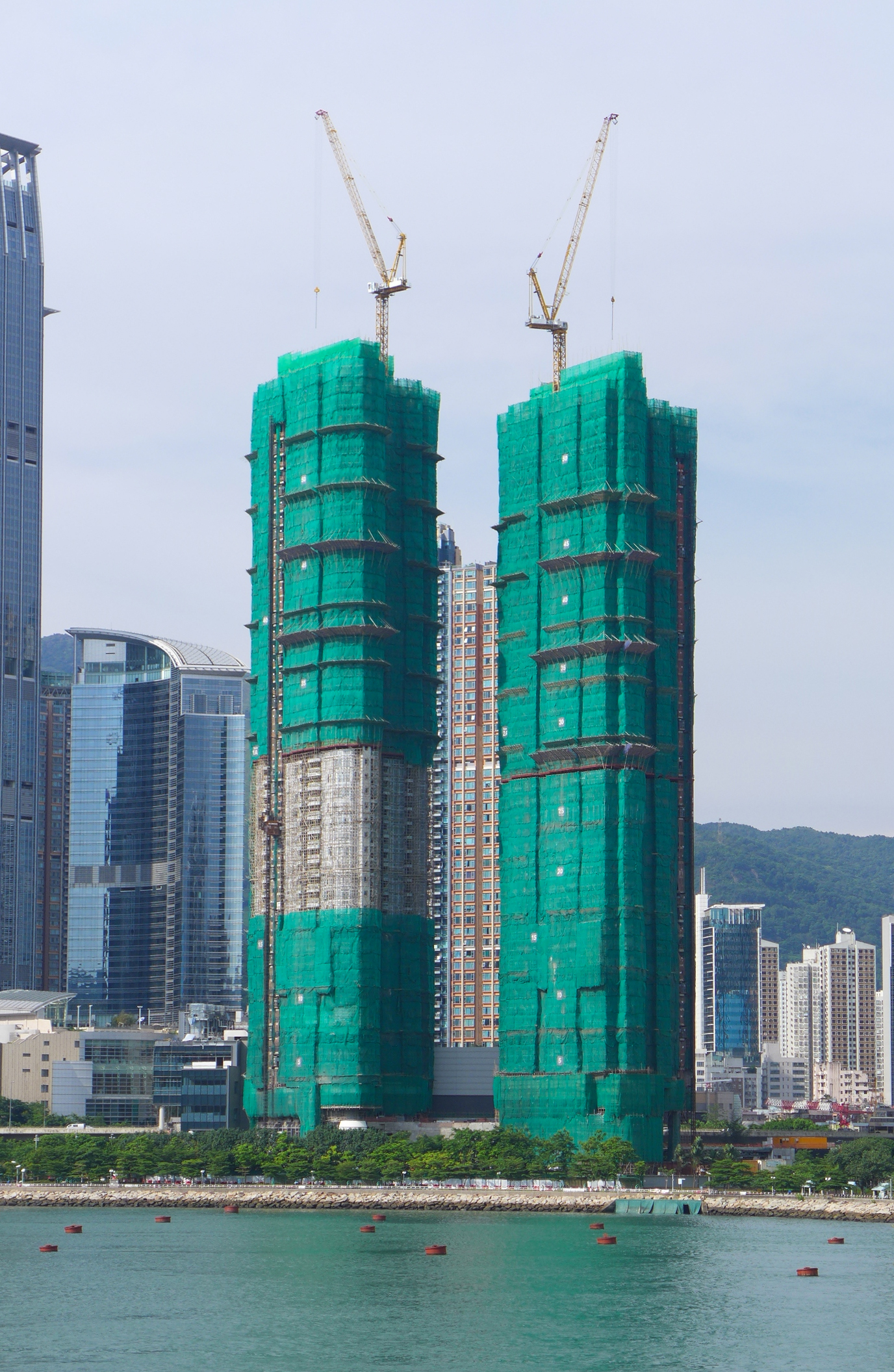
2017年7月
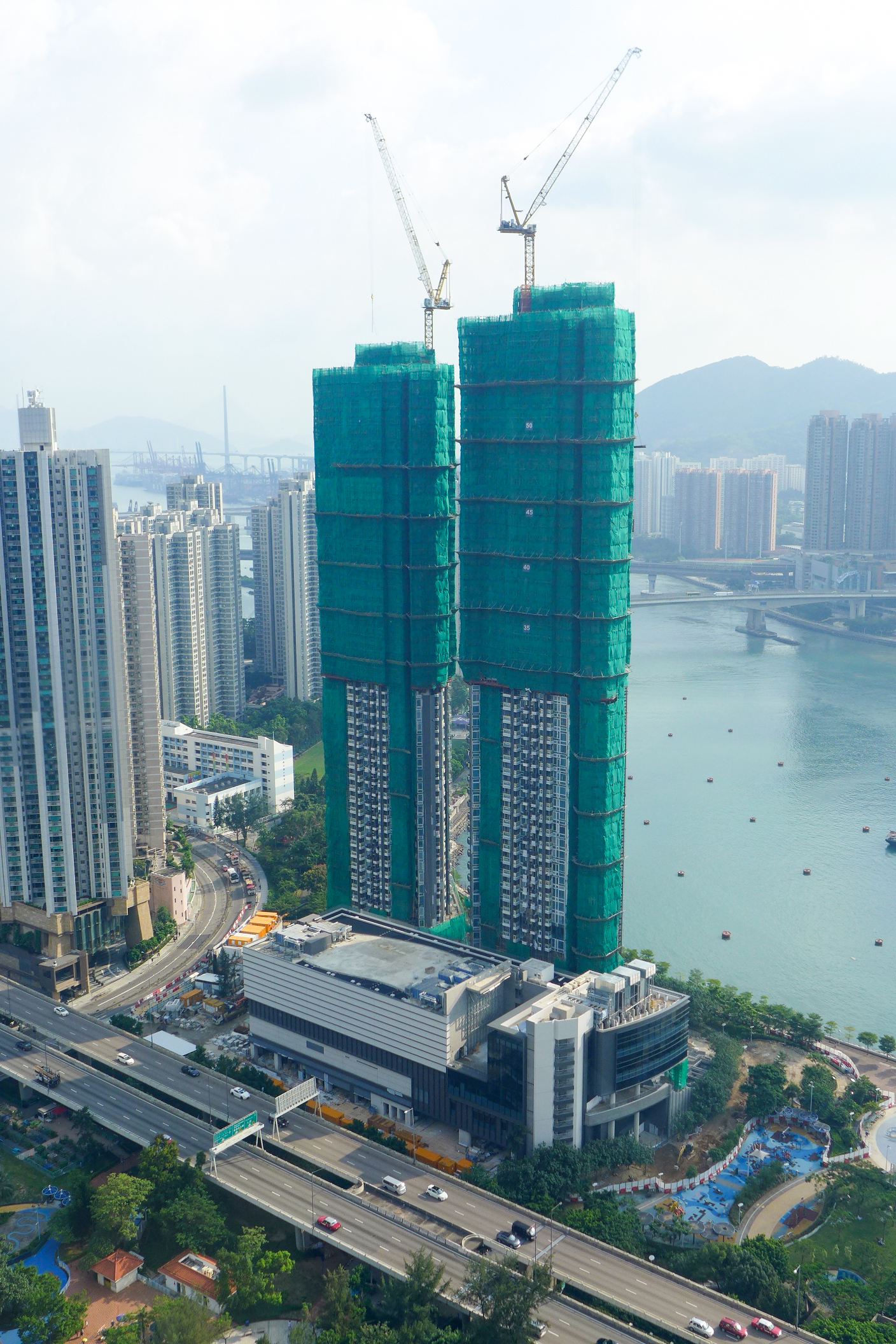
2017年10月
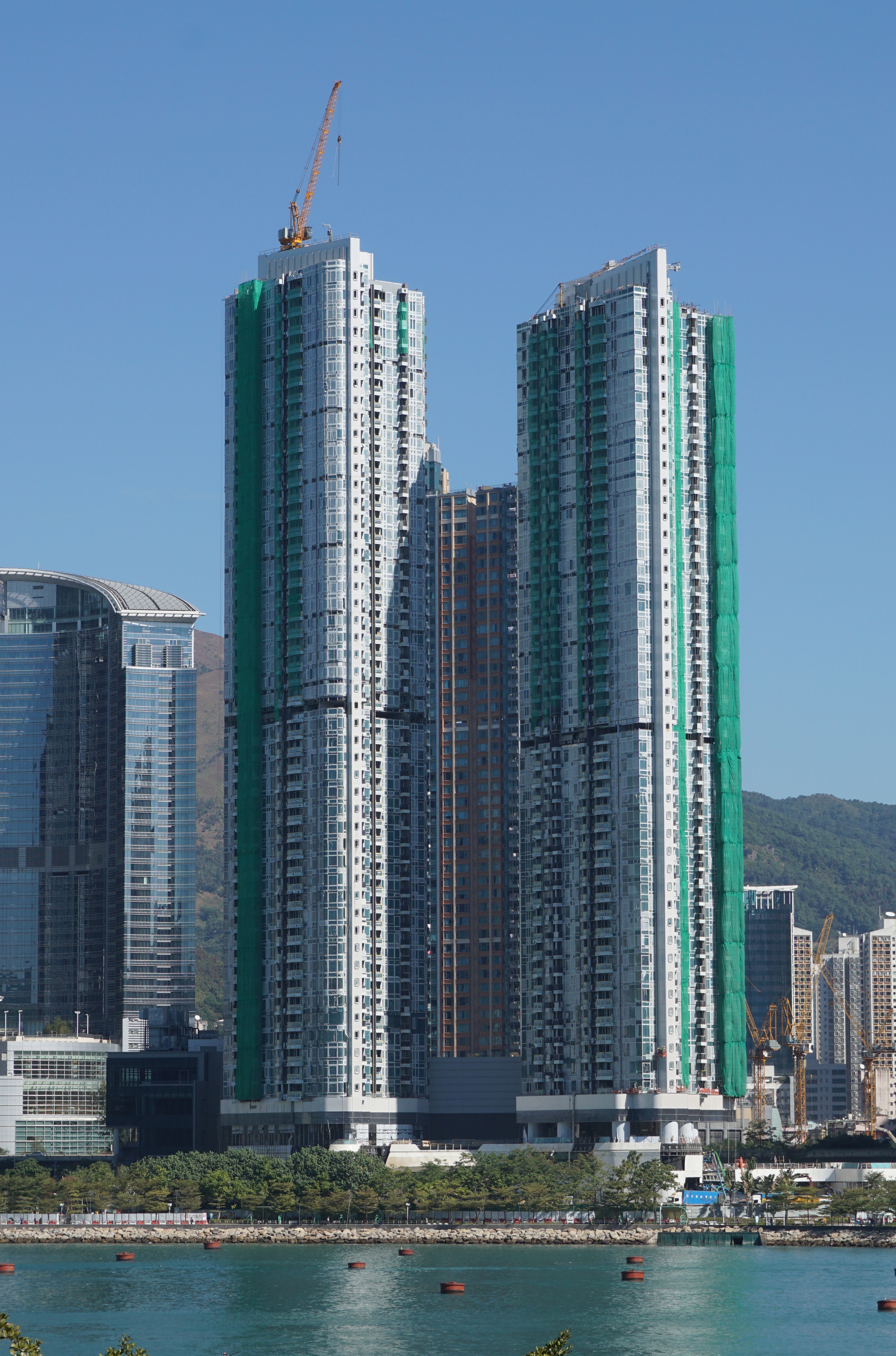
2017年12月

## 著名業主
- 劉志賢，遵理學校化學補習教師。

- 鄧紫棋，香港著名女歌手。

## 註解
1. ↑  為政府及九鐵公司之代理人。